# 21. Luftwaffen-Felddivision
Die 21. Luftwaffen-Felddivision, ab 1. November 1943 Feld-Division 21 (L), war ein Großverband der Wehrmacht im Deutschen Reich.

## Geschichte

### Aufstellung
Die Division wurde im Dezember 1942 im Raum Minzewo bei der Heeresgruppe Nord aus der Luftwaffen-Division Meindl gebildet und am 1. November 1943 als Feld-Division 21 (L) in das Heer übernommen. Während dieser Zeit schuf sie sich die Ehrenplakette der 21. Luftwaffen-Felddivision.

### Heeresgruppe Nord
Die Division wurde im Bereich der Heeresgruppe Nord südlich des Ilmensees bei Staraja Russa eingesetzt.

### Umgliederung
Anfang 1944 wurde die Division zu einer Infanterie-Division neuer Art umgegliedert.
Im Zuge der Rückzugsbewegungen gelangte die Division über Lettland nach Kurland.

### Vernichtung in Kurland
In Kurland erlitt die Division schwere Verluste, u. a. wurde im Juni 1944 die II. Abteilung/Art.Reg.21 vernichtet.

### Verwendung der Reste der Division
Im November wurde die Division bis auf dem Div.Stab und Div.Einheiten in die 329. Infanterie-Division eingegliedert. Der Stab und die Reste der Division nahmen bis Kriegsende als Kampfgruppe Barth an den Gefechten im Kurland-Kessel teil.

## Unterstellung und Einsatzräume
|               |          |                        |              |               |
| Datum         | Korps    | Armee                  | Heeresgruppe | Einsatzraum   |
| Januar 1943   | X        | 16. Armee              | Nord         | Staraja Russa |
| April 1943    | Höhne    | 16. Armee              | Nord         | Staraja Russa |
| Juni 1943     | VIII     | 16. Armee              | Nord         | Staraja Russa |
| März 1944     | VI. SS   | 18. Armee              | Nord         | Opotschka     |
| April 1944    | XXXVIII. | 18. Armee              | Nord         | Lettland      |
| Oktober 1944  | XXXVIII. | 18. Armee              | Nord         | Kurland       |
| November 1944 | XXXVIII. | Armeeabteilung Kleffel | Nord         | Kurland       |
| Dezember 1944 | VI. SS   | 16. Armee              | Nord         | Kurland       |
| Januar 1945   | XVI.     | 16. Armee              | Nord         | Kurland       |
| Februar 19451 | XXXXIII. | 16. Armee              | Nord         | Kurland       |
| März 19451    | XVI.     | 16. Armee              | Nord         | Kurland       |

1: Nur Stab

## Kommandeure
Die Felddivision wurde von folgenden Kommandeuren befehligt:
| Datum            | Dienstgrad      | Name                |
| Dezember 1942    | Generalleutnant | Richard Schimpf     |
| 12. Oktober 1943 | Generalmajor    | Rudolf-Eduard Licht |
| 1. April 1944    | Generalmajor    | Rudolf Goltzsch     |
| 8. April 1944    | Generalmajor    | Rudolf-Eduard Licht |
| 18. August 1944  | Generalleutnant | Albert Henze        |
| 16. Februar 1945 | Generalmajor    | Otto Barth          |

## Gliederung

### Stand November 1943
- Luftwaffen-Jäger-Regiment 41 (L)
- Luftwaffen-Jäger-Regiment 42 (L)
- Luftwaffen-Jäger-Regiment 43 (L)
- Luftwaffen-Artillerie-Regiment 21 (L)
- Felders.Btl.21 (L)
- Pz.Jg.Abt.21 (L)
- Radf.Kp.21 (L)
- Pionier-Btl.21 (L)
- Nachr.Abt.21 (L)
- Kdr.d.Div.Nachschubtr.21 (L)
- Verwaltungs-Truppen
- Sanitäts-Dienste 21 (L):
  - Sanitäts-Kompanie 21 (L)
  - Sanitäts-Zug (mot.) 21 (L)
- Feldpostamt 921

### Stand Januar 1944
- Luftwaffen-Jäger-Regiment 41 (L)
- Luftwaffen-Jäger-Regiment 42 (L)
- Luftwaffen-Jäger-Regiment 43 (L)
- Kampfgruppe Schütze
- Div.Füs.Btl.21 (L)
- Luftwaffen-Artillerie-Regiment 21 (L)
- Felders.Btl.21 (L)
- Pz.Jg.Abt.21 (L)
- Pi.Btl.21 (L)
- Nachr.Abt.21 (L)
- Kdr.d.Div. Nachschubtr. 21 (L)
- Verwaltungs-Truppen
- Sanitäts-Dienste 21 (L):
  - Sanitäts-Kompanie 21 (L)
  - Kranken-Sammel-Kompanie 21 (L)
  - Feldlazarett 21 (L)
  - Kranken-Kraftwagen-Kompanie 21 (L)
  - Truppen-Entgiftungs-Zug 21 (L)
- Feldpostamt 921

### Stand Dezember 1944
Die verbliebenen Divisionseinheiten wurden als Gruppe Henze bezeichnet. Dazu zählten:
- Pz.Jg.Abt.21 (L, Stab)
- Art.Reg.21 (L, Stab)
- Nachr.Abt.21 (L)
- Kdr.d.Div.Nachschubtr. 21 (L)
- Sanitäts-Dienste 21 (L):
  - 1. Sanitäts-Kompanie 21 (L)
  - 2. Sanitäts-Kompanie 21 (L)
ab 2. November 1944 nur Sanitäts-Kompanie 21 (L)
  - Kranken-Kraftwagen-Zug 21 (L)
- Feldpostamt 921

### Stand Februar 1945
Die Reste der Division, nun als Gruppe Nord bzw. Gruppe Barth bezeichnet, verfügten noch über
- Pz.Jg.Abt.21 (L, Stab)
- Art.Reg.21 (L, Stab)
- Felders.Btl.21 (L)
- Nachr.Abt.21 (L)
- Kdr.d.Div.Nachschubtr.21 (L)
- Verwaltungs-Truppen
- Sanitäts-Dienste 21 (L):
  - Sanitäts-Kompanie 21 (L)
  - Kranken-Kraftwagen-Zug 21 (L)
- Feldpostamt 921